# Challenger de Pekín
El torneo Challenger de Pekín o Beijing International Challenger fue un torneo profesional de tenis. Pertenecía al ATP Challenger Series y se disputó sobre pista dura entre 2010 y 2013 en Pekín (China). El torneo fue cancelado a finales de 2013 y trasladado a Nanchang; pasó a formar parte de la serie WTA 125s como Torneo de Nanchang.

## Palmarés

### Individuales
| Año  | Campeón        | Finalista         | Resultado     |
| ---- | -------------- | ----------------- | ------------- |
| 2013 | Yen-Hsun Lu    | Go Soeda          | 6-2, 6-4      |
| 2012 | Grega Žemlja   | Wu Di             | 6–3, 6–0      |
| 2011 | Farrukh Dustov | Yang Tsung-hua    | 6–1, 7–6(4)   |
| 2010 | Franko Škugor  | Laurent Recouderc | 4–6, 6–4, 6–3 |

### Dobles
| Año  | Campeones                             | Finalistas                          | Resultado           |
| ---- | ------------------------------------- | ----------------------------------- | ------------------- |
| 2013 | Toshihide Matsui Danai Udomchoke      | Mao-Xin Gong Ze Zhang               | 4-6, 7-6(6), [10-8] |
| 2012 | Sanchai Ratiwatana Sonchat Ratiwatana | Yuki Bhambri Divij Sharan           | 7–6(3), 2–6, [10–6] |
| 2011 | Sanchai Ratiwatana Sonchat Ratiwatana | Harri Heliövaara Michael Ryderstedt | 6–7(4), 6–3, [10–3] |
| 2010 | Pierre-Ludovic Duclos Artem Sitak     | Sadik Kadir Purav Raja              | 7–6(4), 7–6(5)      |